# Herichthys tamasopoensis
Herichthys tamasopoensis är en fiskart som beskrevs av Artigas Azas, 1993. Herichthys tamasopoensis ingår i släktet Herichthys och familjen Cichlidae. Inga underarter finns listade i Catalogue of Life.